# Pénalité de match
Ne doit pas être confondu avec pénalité majeure (hockey sur glace) ou pénalité de méconduite pour le match (hockey sur glace).
Une pénalité de match au hockey sur glace est le type de pénalité le plus élevé. Elle sanctionne un manquement grave aux règles ou ayant occasionné une blessure particulièrement grave. Les juges de ligne sont habilités à siffler une faute pouvant occasionner une pénalité de match et à le signaler à l'arbitre.

## Déroulement de la pénalité
Le joueur fautif, y compris s'il s'agit du gardien, va au vestiaire pour le restant du match. Un substitut, qui doit être présent sur la glace au moment de la faute (sauf le gardien), va au banc de pénalité pour y effectuer une pénalité majeure (5 minutes).

## Après le match
L'arbitre fait parvenir à la ligue un rapport d'incident. Le joueur passe en commission de discipline, qui statue sur un ou des match(s) de suspension.